# Charles Stanley
Charles Frazier Stanley (Dry Fork, Virginia, 25 de septiembre de 1932 - Atlanta, 18 de abril de 2023) fue un teólogo, predicador, misionero, erudito bíblico, escritor y pastor bautista estadounidense conocido por ser el fundador y presidente de "Ministerios en Contacto". Era pastor en la Primera Iglesia Bautista, una megaiglesia en el norte de Atlanta. También sirvió dos períodos de un año como presidente de la Convención Bautista del Sur de 1984 a 1986.

## Biografía
Nació el 25 de septiembre de 1932 en Dry Fork, cerca de Danville, en el estado de Virginia. Recibió una licenciatura de la Universidad de Richmond, una Maestría en Divinidad del Seminario Teológico Bautista del Sudoeste en Fort Worth (Texas), una Maestría y un doctorado en teología del Luther Rice Seminary en Florida.
En 1969 se convirtió en pastor de la Primera Iglesia Bautista en Atlanta y pastor principal en 1971. En 1972 inició un programa de televisión llamado "The Chapel Hour".
En 1977, fundó Ministries In Contact, una organización de enseñanza de la Biblia, con una revista mensual. En 1978 comenzó a transmitir el programa de televisión In Touch (En contacto). El programa ha sido traducido a 50 idiomas.
En 1984 y 1985 fue elegido presidente de la Convención Bautista del Sur. En septiembre de 2020, dejó el cargo de pastor en la Primera Iglesia Bautista en Atlanta.